# Matrice extracelulară

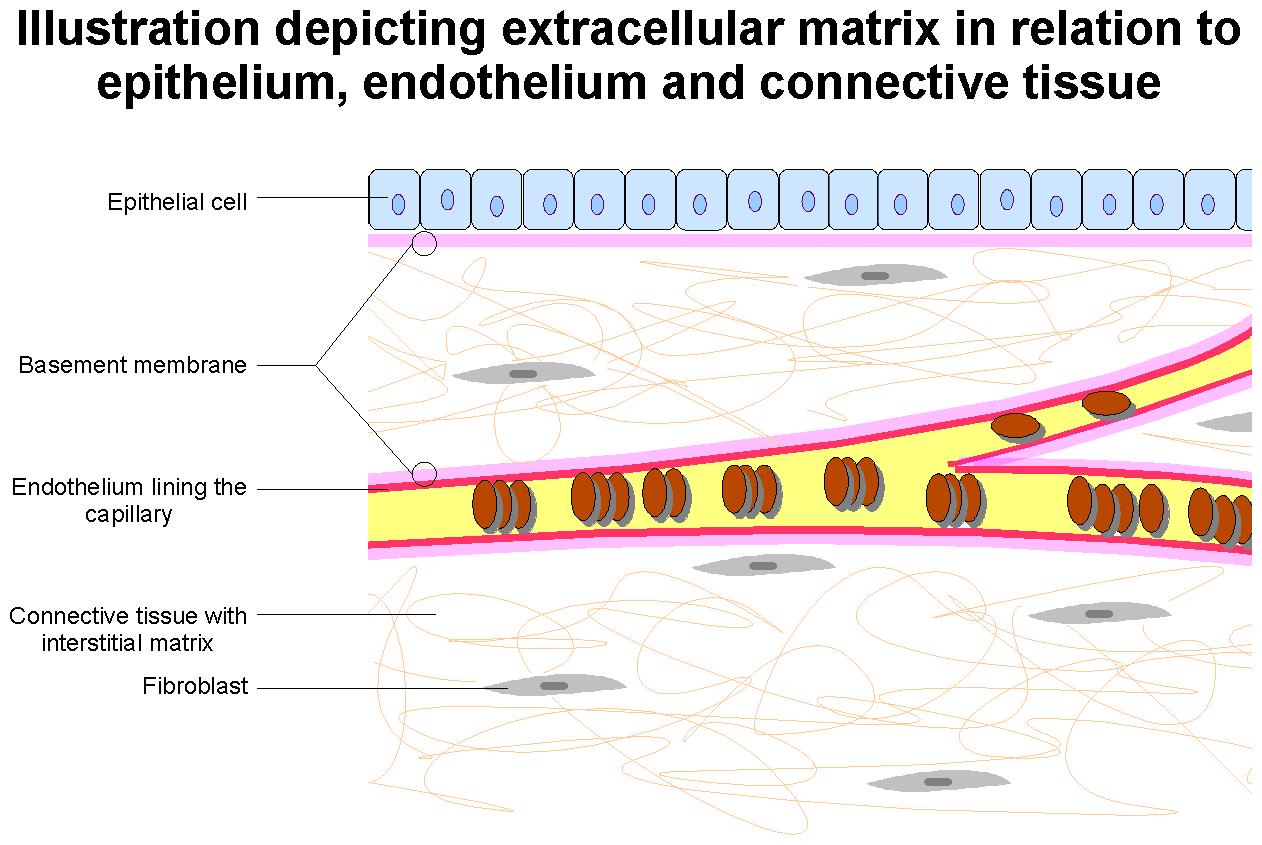
Ilustrație care descrie matricea extracelulară (membrana bazală și matricea interstițială) în relație cu epiteliul, endoteliul și țesutul conjunctiv

Matricea extracelulară (MEC), denumită și matrice intercelulară, este o rețea formată din macromolecule extracelulare și minerale, cum ar fi colagenul, enzimele, glicoproteinele și hidroxiapatită, care oferă suport structural și biochimic celulelor din jur. Deoarece multicelularitatea a evoluat independent pentru diferiți taxoni, compoziția MEC variază între structurile multicelulare; cu toate acestea, aderența celulară, comunicarea între celule și diferențierea sunt funcții comune ale MEC.
Matricea extracelulară animală include matricea interstițială și membrana bazală. Matricea interstițială este prezentă între diverse celule animale (adică în spațiile intercelulare). Gelurile formate din polizaharide și proteine fibroase umplu spațiul interstițial și acționează ca un tampon de compresie împotriva stresului exercitat asupra MEC. Membranele bazale sunt depuneri de MEC sub formă de foițe pe care se sprijină diverse celule epiteliale. Fiecare tip de țesut conjunctiv de la animale este format dintr-un anumit tip de MEC: fibrele de colagen și mineralul osos alcătuiesc matricea țesutului osos, fibrele reticulare și substanța fundamentală alcătuiesc matricea țesutului conjunctiv lax, iar plasma sanguină este matricea sângelui.
Matricea extracelulară a celulei vegetale include componente ale peretelui celular, cum ar fi celuloza, pe lângă molecule de semnalizare mai complexe. Unele organisme unicelulare adoptă biofilme multicelulare în care celulele sunt înglobate într-o matrice compusă în principal din substanțe polimerice extracelulare.